# Squamarina degelii
Squamarina degelii är en lavart som beskrevs av Josef Poelt. Squamarina degelii ingår i släktet Squamarina, och familjen Stereocaulaceae. Enligt den svenska rödlistan är arten starkt hotad i Sverige. Arten förekommer i Svealand. Artens livsmiljö är skogslandskap, jordbrukslandskap.